# Ogōri

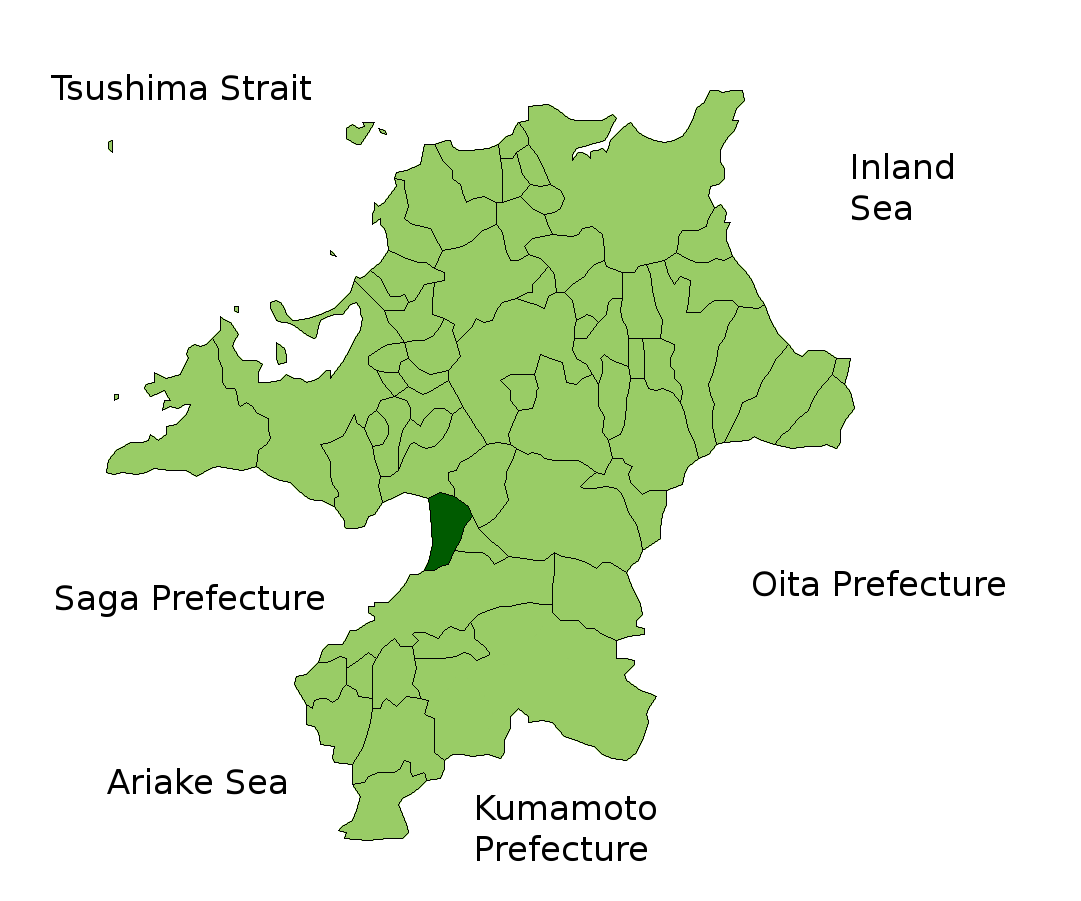

Ogōri (小郡市 Ogōri-shi?) este un municipiu din Japonia, prefectura Fukuoka.